# Hugues de Bauza
Pour les articles homonymes, voir Bauza.
Hugues de Bauza (mort après le 12 avril 1505), est un ecclésiastique qui fut évêque d'Angoulême de 1503 à 1505.

## Biographie
Hugues de Bauza ou Hugo Bauza est élu par le chapitre de chanoines d'Angoulême le 30 janvier 1502. Il est consacré par l'archevêque de Bordeaux le 6 avril. Par lettre du 20 juillet suivant, il exige des nobles locaux qu'ils assistent à son entrée solennelle dans sa cathédrale d'Angoulême, ce qu'ils font en personne ou par l’intermédiaire d'un procurateur. Ils obtiennent ainsi la confirmation des fiefs qu'ils tiennent de l’Église d’Angoulême.
Hugues de Bauza meurt après le 12 avril 1505.